# Барт, Курт
Курт Роберт Пауль Барт (нем. Kurt Robert Paul Barth; 4 мая 1888, Бреслау — 1971) — немецкий дирижёр и композитор.
С семилетнего возраста учился в своём родном городе у Густава Мюкке и Вальтера Хеннрихса (скрипка) и Генриетты Видеман (фортепиано). Композицию и дирижирование изучал под руководством Юлиуса Прювера и Георга Рименшнайдера. В 1906—1907 гг. играл на скрипке в оркестре городского театра, с 1907 г. там же корепетитор, в 1910—1912 гг. второй дирижёр. Затем работал в Райхенберге и Киле. В 1915—1918 гг. участник Первой мировой войны. В 1918—1921 гг. снова в Киле как хормейстер и дирижёр, в 1921—1924 гг. музикдиректор в Цайце, где в 1921 г. выступил основателем певческой академии.
В 1924—1933 гг. возглавлял Фленсбургский городской оркестр. Отдавал предпочтение классическому репертуару (Георг Фридрих Гендель, Йозеф Гайдн, Вольфганг Амадей Моцарт), проводил лекции-концерты для взрослых, в ходе которых исполняемые произведения сопровождались просветительским комментарием. Оркестр под руководством Барта выступал в окрестных городах (Шлезвиг, Хузум, полуостров Эйдерштедт, Северо-Фризские острова), в датском Северном Шлезвиге, в летнее время — на курортах Гельголанда и Бад-Эмса. Под руководством Барта прошли музыкальные фестивали, посвящённые творчеству Людвига ван Бетховена (1927) и Макса Регера (1928). Некоторое время руководил также Певческим обществом имени Теодора Шторма в Хузуме. Гастролировал как дирижёр в Варшаве (1930).
В 1933—1935 гг. руководил оркестром в Бад-Пирмонте. В 1935—1945 гг. музикдиректор Цвиккау, на этом посту много занимался творчеством Роберта Шумана — в частности, в 1943 году впервые исполнил перекомпонованную версию шумановской оратории «Рай и пери», которой посредством перестановок было придано более соответствующее нацистской пропаганде героическое звучание. В 1942 году дирижировал германской премьерой «Триптиха» Эрманно Вольфа-Феррари. В послевоенные годы музыкальный руководитель городского театра в Цайце (до 1960 года).
Автор преимущественно вокально-симфонических сочинений: «103-й псалом» для четырёх солистов, хора мальчиков и большого оркестра Op. 24, оратория «Вера в Германию» (нем. Glaube an Deutschland) для сопрано, баритона, смешанного хора и большого оркестра Op. 48 (1942) и др.
Опубликованы письма к Барту внука Роберта Шумана Фердинанда (1875—1954).